# Джэнссен, Дэвид
Дэ́вид Джэ́нссен (англ. David Janssen; 1931—1980) — американский актёр кино и телевидения. Популярность приобрёл благодаря роли доктора Кимбла в сериале «Беглец», шедшем на американском телевидении с 1963 по 1967 год.

## Биография
Родился 27 марта 1931 года в Напони, штат Небраска под именем Дэвид Гарольд Мейер в ирландско-еврейской семье банкира Гарольда Эдварда Мейера (12 мая 1906 — 4 ноября 1990) и .Бернис Граф (11 мая 1910 — 26 ноября 1995).
После развода родителей в 1935 году, Дэвид с матерью переехал в Лос-Анджелес, штат Калифорния. Спустя пять лет мать вышла замуж за Юджина Джэнссена (18 февраля 1918 — 30 марта 1996). Актёр использовал имя своего отчима в качестве псевдонима, когда занялся карьерой в шоу-бизнесе.
Джэнссен был женат дважды. Его первый брак — с дизайнером и декоратором интерьеров Элли Грэм, на которой он женился в Лас-Вегасе 25 августа 1958 году. Они развелись в 1968 году. В 1975 году он женился на актрисе и модели Дэни Крейн (род. 1934). Они оставались в браке до самой смерти Дэвида от сердечного приступа в феврале 1980 года.

## Награды и номинации
Джэнссен лауреат премии «Золотой глобус» (1966). Также он дважды номинировался на награду в 1961 и 1965 годах. На счету актёра три номинации на премию «Эмми» (1964, 1966, 1967).
В 1995 году TV Guide включил Джэнссена в топ-50 величайших телевизионных звезд всех времен под 36-м номером.
За свой вклад в телевизионную индустрию Дэвид Янссен получил звезду на Голливудской Аллее Славы.